# Angel Tom Karumathy
Angel Tom Karumathy (Roma, 2 ottobre 1987) è un attore italiano.

## Biografia
Nato a Roma da genitori indiani, esordisce al cinema nel 2007 come protagonista in Lezioni di volo di Francesca Archibugi  accanto a Giovanna Mezzogiorno. Nel 2011 viene scelto per interpretare il ruolo di Jamal Kira nella serie televisiva  I liceali 3.

## Filmografia

### Cinema
- Lezioni di volo, regia di Francesca Archibugi (2007)
- Vinodentro, regia di Ferdinando Vicentini Orgnani (2012)

### Televisione
- I liceali 3, regia di Francesco Miccichè (2011)
- Benvenuti a tavola 2, regia di Lucio Pellegrini (2013)
- Don Matteo, regia di Luca Bernabei (2016)